# Главни краљевски сликар
Титула Главни краљевски сликар (енгл. Principal Painter in Ordinary) Краља или Краљице Енглеске, а касније, Велике Британије, била је додељена реду уметника, од којих су сви били портретисти. Имало је другачију улогу од Сликар-сержант, а сличну улози претходне титуле „Краљев сликар“. Други сликари, као на пример Николас Хилијард имали су сличну улогу, али су били без титула, која је први пут додељена дворском сликару Антонис ван Дајку 1632. године.
Ова је делимична листа сликара (по хронолошком реду) који су били проглашени за главног сликара Краља или Краљице:

## Рођени у XVI и XVII веку
- Сер Антонис ван Дајк (1599.–1641) (Фламанац) Главни сликар краља Чарлса I и његове краљице (1632, редовна плата 200 фунти годишње, плус за сваку слику)
- Питер Лели (Холанђанин, 1618—1680) Главни сликар краља Чарлса II (1661, исто 200 фунти годишње)
- Годфри Кнелер (Немац, 1646—1723) Главни сликар краља (1680.—1723)
- Вилијам Кент (1685.—1748) Главни сликар Краља (1723.—1748), главни дизајнер ентеријера.

## Рођени у XVIII веку
- Џон Шеклтон (1714—1767) Главни сликар краља Џорџа II а затим и краља Џорџа III
- Алан Ремзи (1713—1784) Главни сликар краља (1761—1784)
- Џошуа Рејнолдс (1723–1792) Главни сликар краља
- Томас Лоренс (1760–1830) Главни сликар краља
- Дејвид Вилки (1785–1841) Главни сликар краља Вилијама IV а затим и краљице Викторије
- Џорџ Хејтер (1792–1871) Главни сликар краљице Викторије 1841-1871

## Рођени у XIX веку
- Џејмс Сент (1820—1916) Главни сликар краљице Викторије 1871-1901

## Аутопортрети
- Аутопортрет Антониса ван Дајка (1623)
- Мецотинт аутопортрет Питера Лелија (1684)
- Аутопортрет Вилијама Кента
- Аутопортрет Џошуе Рејнолдса (1776)
- Аутопортрет Томаса Лоренса
- Аутопортрет Дејвида Вилкија
- Аутопортрет Џорџа Хејтера (1843)